# Tachyphyle pretiosa
Tachyphyle pretiosa es una especie de polilla de la familia Geometridae, descrita por el entomólogo francés Paul Thierry-Mieg en 1916 y con distribución en Surinam. El holotipo de la especie se halló a poca distancia del Río Surinam.